# La ragion pura
La ragion pura è un film del 2001 diretto da Silvano Agosti. È tratto da un romanzo dello stesso Agosti del 1977.
Il film ha partecipato al Festival Internazionale di Montreal e Quebec City e al Globo d'Oro 2002. La ragion pura è stato inoltre presentato al Torino Film Festival come lungometraggio fuori concorso.

## Trama
Dopo una convivenza che dura ormai da 15 anni, marito e moglie precipitano in una squallida monotonia che spegne ogni emozione e allenta ogni progetto; la situazione viene ulteriormente appesantita da un aborto che acuisce la noia e la tristezza del loro incedere quotidiano.
Inaspettatamente, però, lui si accorge nella notte di poter dialogare con la moglie poiché nel sonno lei sussurra frasi intrise di trasgressione, desiderio, erotismo. Le voglie e le misteriose fantasie della donna svelano una nuova intimità tra i due che riescono tra sogno e realtà a riaccendere la loro passione.